# Klaus Aeffke
Klaus Aeffke (født 9. maj 1940 i Neustrelitz) er en tysk tidligere roer.
Aeffke var med i otteren fra Ratzeburger RC, der i første halvdel af 1960'erne var ret succesfuld og blev kendt som 'Deutschland-Achter'. Han var med i båden fra 1962 og var med til at vinde fire vesttyske mesterskaber i træk fra og med dette år. Aeffke var også med til at vinde det første verdensmesterskab i otteren i 1962 samt EM-guld for Vesttyskland i 1964 og 1965.
Båden stillede op for det fællestyske hold ved OL 1964 i Tokyo og var blandt favoritterne ved den lejlighed. I det indledende heat mødte de blandt andet en anden favorit, USA, og tyskerne vandt et tæt heat med 0,28 sekund. I finalen var amerikanerne dog suveræne og vandt med mere end fem sekunder til tyskerne på andenpladsen, mens den tjekkoslovakiske båd blev nummer tre. Tyskernes båd bestod ud over Aeffke af Klaus Bittner, Karl-Heinrich von Groddeck, Hans-Jürgen Wallbrecht, Jürgen Schröder, Klaus Behrens, Jürgen Plagemann, Horst Meyer og styrmand Thomas Ahrens.

## OL-medaljer
- 1964:  Sølv i otter